# Howard Njoo
Howard Njoo est un médecin canadien. En 2020, il est sous-administrateur en chef de l'Agence de la santé publique du Canada (ASPC). À cause de ses apparitions régulières à la télévision, à la radio et sur YouTube, il est « l’un des visages les plus connus de la lutte contre la COVID-19 » au Canada en 2020 et 2021.

## Biographie
Howard Njoo complète ses études en médecine à l'université de Toronto en 1985.
En 1996, il rejoint l'Agence de la santé publique du Canada.
Par la suite, en tant que délégué du Canada, il participe à des groupes chargés de revoir les règlements de santé internationaux de l'OMS.
Pendant la pandémie de Covid-19 au Canada, il fait régulièrement des apparitions publiques dans le but d'informer et de sensibiliser la population canadienne aux enjeux de la pandémie. À ses débuts médiatiques, il est présent à la télévision et à la radio, mais ses enfants lui disent qu'il ne rejoint que les « vieilles personnes » et doit se montrer sur YouTube pour rejoindre les jeunes,. En tant que salarié de l'ASCP, il a depuis participé à au moins quatre vidéo sur YouTube qui ont été diffusées en 2020 par l'ASCP sur sa chaîne YouTube Healthy Canadians/Canadiens en santé.
En janvier 2021, il est sous-administrateur en chef de l'Agence de la santé publique du Canada. Le 14 janvier 2021, il affirme que les deux doses du vaccin Tozinaméran peuvent être administrées à 42 jours d'intervalle, sans plus, ce qui rejoint la position du conseil de l'administratrice en chef de la santé du Canada (poste occupé par Theresa Tam en 2021).
À la fin juin 2021, il prévient les Canadiens contre les dangers du variant Delta alors que les provinces assouplissent les conditions sanitaires pour l'été à venir. Dans la foulée, il ajoute : « Les vaccins offrent une forte protection contre les maladies graves. Il ne faut pas faire les choses à moitié, il faut deux doses du vaccin. »
À la mi-août 2021, « plus de 5,7 millions de [Canadiens] de plus de 12 ans » ne sont pas vaccinées ou ont reporté la vaccination. Craignant un débordement dans les hôpitaux, l'administratrice en chef de l'Agence de la santé publique du Canada Theresa Tam évoque la possibilité d'obliger une vaccination complète contre la COVID-19 « pour les employés fédéraux et ceux qui travaillent dans les secteurs sous réglementation fédérale (compagnies aériennes, banques, radiodiffusion et chemins de fer, entre autres) ». Lors du même point de presse, Howard Njoo affirme qu'un tel mandat « donnerait aux entreprises privées la latitude d'imposer leurs propres exigences en matière de vaccination aux employés. »
En 2021, il est membre du Collège royal des médecins et chirurgiens du Canada en médecine communautaire. Toujours en 2021, il enseigne à l'université d'Ottawa.